# Lia Neal
Lia Neal, född 13 februari 1995 i Brooklyn i New York, är en amerikansk simmare.
Neal blev olympisk silvermedaljör på 4 x 100 meter frisim vid sommarspelen 2016 i Rio de Janeiro.